# Africa Cloud
Africa Cloudは、ドイツ連邦経済開発協力省(ドイツ語: Bundesministerium für wirtschaftliche Zusammenarbeit und Entwicklung、略称: BMZ) の取り組んでいるテーマの一つである。

## 概要
その目的は、次の通り記されている。
Ziele:
Bessere Beschäftigungs- und Einkommensmöglichkeiten durch bedarfsorientierte und kostenlose Lernmodule
Deutschlands bedeutende Rolle bei offenen Zugängen zu Wissen auch in Afrika weiterentwickeln
ドイツ国際協力公社 (GIZ) がドイツ連邦経済協力開発省　(BMZ) を代表して、アフリカの開発の飛躍を可能にする革新的なeラーニングコンテンツの提供に焦点を当てた、主力のアフリカクラウドデジタルプロジェクトの実装に取り組んでいる。